# Ronde van Spanje 2012/Eerste etappe
De eerste etappe van de Ronde van Spanje 2012 was een ploegentijdrit en werd verreden op 18 augustus 2012 over een afstand van 16,2 km in Pamplona. De tijdrit werd gewonnen door het Spaanse Team Movistar.

## Verslag
Het Spaanse Caja Rural had de eer om als eerste ploeg aan de start te komen. Zij lieten gelijk ook de langzaamste tijd van de avond noteren, en werden daarmee laatste. De enige ploeg die nog aan die tijd wist de komen was de gevallen Garmin-Sharp ploeg. Een val bij de Kazachse ploeg, Astana, zorgde ook voor de eerste uitvaller. De Italiaan Enrico Gasparotto moest na de afloop van de tijdrit bekendmaken dat hij niet meer op zou stappen in de tweede etappe.
Lange tijd mocht de Nederlandse ploeg Rabobank hoop houden dat ze met een tijd van negentien minuten en één seconde de beste tijd zouden klokken, maar de Spaanse Movistar formatie, die als laatste van start gingen, dook tien seconde onder de tijd van Rabobank. Ver na afloop van de rit werd er door de organisatie besloten dat niet Rabobank, maar het Belgische Omega Pharma-Quickstep de tweede plaats kreeg. De twee ploegen hadden samen met de renners van BMC Racing Team exact dezelfde tijd.

## Rituitslag
| Rituitslag |                        |        |
| Plaats     | Ploeg                  | Tijd   |
|            | Team Movistar          | 18'51" |
| 2          | Omega Pharma-Quickstep | + 10"  |
| 3          | Rabobank               | z.t.   |
| 4          | BMC Racing Team        | z.t.   |
| 5          | Sky ProCycling         | + 12"  |
| 6          | Lotto-Belisol          | z.t.   |
| 7          | Saxo Bank-Tinkoff Bank | + 14"  |
| 8          | Team Katjoesja         | + 15"  |
| 9          | Euskaltel-Euskadi      | + 27"  |
| 10         | Orica-GreenEdge        | + 33"  |

## Klassementen
| Algemeen Klassement |                      |                        |        |
| Plaats              | Naam                 | Ploeg                  | Tijd   |
| Rode trui           | Jonathan Castroviejo | Team Movistar          | 18'51" |
| 2                   | Javier Moreno        | Team Movistar          | z.t.   |
| 3                   | Beñat Intxausti      | Team Movistar          | z.t.   |
| 4                   | Nairo Quintana       | Team Movistar          | z.t.   |
| 5                   | Alejandro Valverde   | Team Movistar          | z.t.   |
| 6                   | Juan José Cobo       | Team Movistar          | + 4"   |
| 7                   | Niki Terpstra        | Omega Pharma-Quickstep | + 10"  |
| 8                   | Dario Cataldo        | Omega Pharma-Quickstep | z.t.   |
| 9                   | Kevin De Weert       | Omega Pharma-Quickstep | z.t.   |
| 10                  | Kristof Vandewalle   | Omega Pharma-Quickstep | z.t.   |

| Ploegenklassement |                        |        |
| Plaats            | Ploeg                  | Tijd   |
|                   | Team Movistar          | 18'51" |
| 2                 | Omega Pharma-Quickstep | + 10"  |
| 3                 | Rabobank               | z.t.   |
| 4                 | BMC Racing Team        | z.t.   |
| 5                 | Sky ProCycling         | + 12"  |
| 6                 | Lotto-Belisol          | z.t.   |
| 7                 | Saxo Bank-Tinkoff Bank | + 14"  |
| 8                 | Team Katjoesja         | + 15"  |
| 9                 | Euskaltel-Euskadi      | + 27"  |
| 10                | Orica-GreenEdge        | + 33"  |

## Uitvallers
- Enrico Gasparotto (Astana); brak zijn sleutelbeen na val in deze etappe.[1]

1e etappe ·
2e etappe ·
3e etappe ·
4e etappe ·
5e etappe ·
6e etappe ·
7e etappe ·
8e etappe ·
9e etappe ·
10e etappe ·
11e etappe ·
12e etappe ·
13e etappe ·
14e etappe ·
15e etappe ·
16e etappe ·
17e etappe ·
18e etappe ·
19e etappe ·
20e etappe ·
21e etappe
Startlijst · Eindstanden · Afbeeldingen